# Armadale (île de Skye)
Pour les articles homonymes, voir Armadale.
Armadale (Armadal en gaélique écossais) est un village écossais de la péninsule de Slèite (Sleat en anglais), sur l'île de Skye, dans l'archipel des Hébrides. La ville d'Armadale dans le West Lothian (Écosse) est nommée d'après le village de Slèite.

## Géographie et communication
Comme le reste de la péninsule de Slèite, et au contraire de la plus grande partie de Skye, les terres entourant Armadale sont fertiles, et, bien qu'il y ait des collines, celles-ci ne sont pas très hautes.
Armadale est sur les rives du Sound of Sleat et fait face à Morar et Mallaig, sur la terre. Le bourg abrite un port, à partir duquel des ferries de la compagnie Caledonian MacBrayne relient Armadale à Mallaig.
Des loutres et des phoques sont souvent visibles sur le front de mer.

## Histoire
Armadale est le siège des MacDonald de Sleat ; c'est là que s'élevait leur château, aujourd'hui en ruines. Le site du château abrite désormais un musée consacré à l'histoire du clan Donald et de l'île de Skye.
Le campus du Sabhal Mòr Ostaig, centre d'enseignement de langue gaélique, est situé à proximité d'Armadale.